# Serie A1 1980-1981 (pallavolo femminile)

La Diana Docks Ravenna per la prima volta campione d'Italia

La Serie A1 italiana di pallavolo femminile 1980-81 fu la 36ª edizione del principale torneo pallavolistico italiano femminile organizzato dalla FIPAV.
Il titolo fu conquistato dalla Diana Docks Ravenna. L'Alidea Catania campione uscente fu penalizzato di due punti per la rinuncia a disputare la gara di Ravenna e retrocesse in Serie A2. L'Isa Fano fu ripescata all'inizio della stagione per la rinuncia della Salora Bergamo.

## Classifica
| Pos. | Squadra                        | Pt | G  | V  | P  | SV | SP |
| ---- | ------------------------------ | -- | -- | -- | -- | -- | -- |
| 1.   | Diana Docks Ravenna            | 42 | 22 | 21 | 1  | 65 | 13 |
| 2.   | Nelsen Reggio Emilia           | 40 | 22 | 20 | 2  | 60 | 22 |
| 3.   | Mec Sport Bergamo              | 36 | 22 | 18 | 4  | 60 | 21 |
| 4.   | Mazzei Cecina                  | 26 | 22 | 13 | 9  | 50 | 35 |
| 5.   | Lions Baby Ancona              | 22 | 22 | 11 | 11 | 41 | 46 |
| 6.   | Isa Fano                       | 22 | 22 | 11 | 11 | 36 | 46 |
| 7.   | Coma Modena                    | 18 | 22 | 9  | 13 | 38 | 50 |
| 8.   | Burro Giglio Reggio Emilia     | 16 | 22 | 8  | 14 | 41 | 49 |
| 9.   | 2000Uno Bari                   | 16 | 22 | 8  | 14 | 41 | 52 |
| 10.  | Alidea Catania                 | 14 | 22 | 8  | 14 | 35 | 52 |
| 11.  | Cook-o-Matic Palermo           | 6  | 22 | 3  | 19 | 21 | 60 |
| 12.  | Chimiren San Lazzaro di Savena | 4  | 22 | 2  | 20 | 20 | 62 |

| Campione d'Italia | Retrocesse in Serie A2 |

## Risultati

### Tabellone
|                        | Ancona | Bari | Bergamo | Catania | Cecina | Fano | Modena | Palermo | Ravenna | Reggio Emilia Arbor | Reggio Emilia La Torre | San Lazzaro |
| ---------------------- | ------ | ---- | ------- | ------- | ------ | ---- | ------ | ------- | ------- | ------------------- | ---------------------- | ----------- |
| Ancona                 | XXX    | 3-1  | 0-3     | 3-2     | 0-3    | 2-3  | 3-2    | 3-0     | 1-3     | 3-1                 | 2-3                    | 3-1         |
| Bari                   | 2-3    | XXX  | 2-3     | 3-2     | 3-2    | 3-1  | 3-1    | 1-3     | 1-3     | 3-2                 | 1-3                    | 3-0         |
| Bergamo                | 3-2    | 3-1  | XXX     | 3-0     | 3-1    | 3-0  | 3-0    | 3-0     | 0-3     | 3-0                 | 3-0                    | 3-0         |
| Catania                | 1-3    | 3-1  | 0-3     | XXX     | 0-3    | 3-0  | 3-2    | 3-2     | 0-3     | 3-2                 | 2-3                    | 3-1         |
| Cecina                 | 3-0    | 3-1  | 1-3     | 3-1     | XXX    | 3-0  | 3-0    | 3-0     | 2-3     | 3-1                 | 1-3                    | 3-1         |
| Fano                   | 0-3    | 3-2  | 2-3     | 3-1     | 3-2    | XXX  | 3-1    | 3-0     | 0-3     | 3-1                 | 0-3                    | 3-0         |
| Modena                 | 2-3    | 3-0  | 0-3     | 3-2     | 3-1    | 1-3  | XXX    | 3-0     | 0-3     | 3-2                 | 1-3                    | 3-2         |
| Palermo                | 1-3    | 3-2  | 0-3     | 1-3     | 2-3    | 1-3  | 0-3    | XXX     | 1-3     | 1-3                 | 0-3                    | 3-0         |
| Ravenna                | 3-0    | 3-0  | 3-2     | 3-0     | 3-1    | 3-0  | 3-0    | 3-0     | XXX     | 3-1                 | 2-3                    | 3-0         |
| Reggio Emilia Arbor    | 3-1    | 2-3  | 3-2     | 3-0     | 2-3    | 3-0  | 2-3    | 3-1     | 1-3     | XXX                 | 0-3                    | 3-1         |
| Reggio Emilia La Torre | 3-0    | 3-2  | 3-2     | 3-0     | 3-0    | 3-0  | 3-1    | 3-0     | 0-3     | 3-0                 | XXX                    | 3-1         |
| San Lazzaro            | 3-0    | 0-3  | 0-3     | 1-3     | 0-3    | 2-3  | 2-3    | 3-2     | 0-3     | 1-3                 | 1-3                    | XXX         |

## Fonti
- Filippo Grassia e Claudio Palmigiano (a cura di). Almanacco illustrato del volley 1987. Modena, Panini, 1986.
- LegaVolleyFemminile.it. URL consultato il 18 gennaio 2008 (archiviato dall'url originale il 22 giugno 2015).